# Fastball

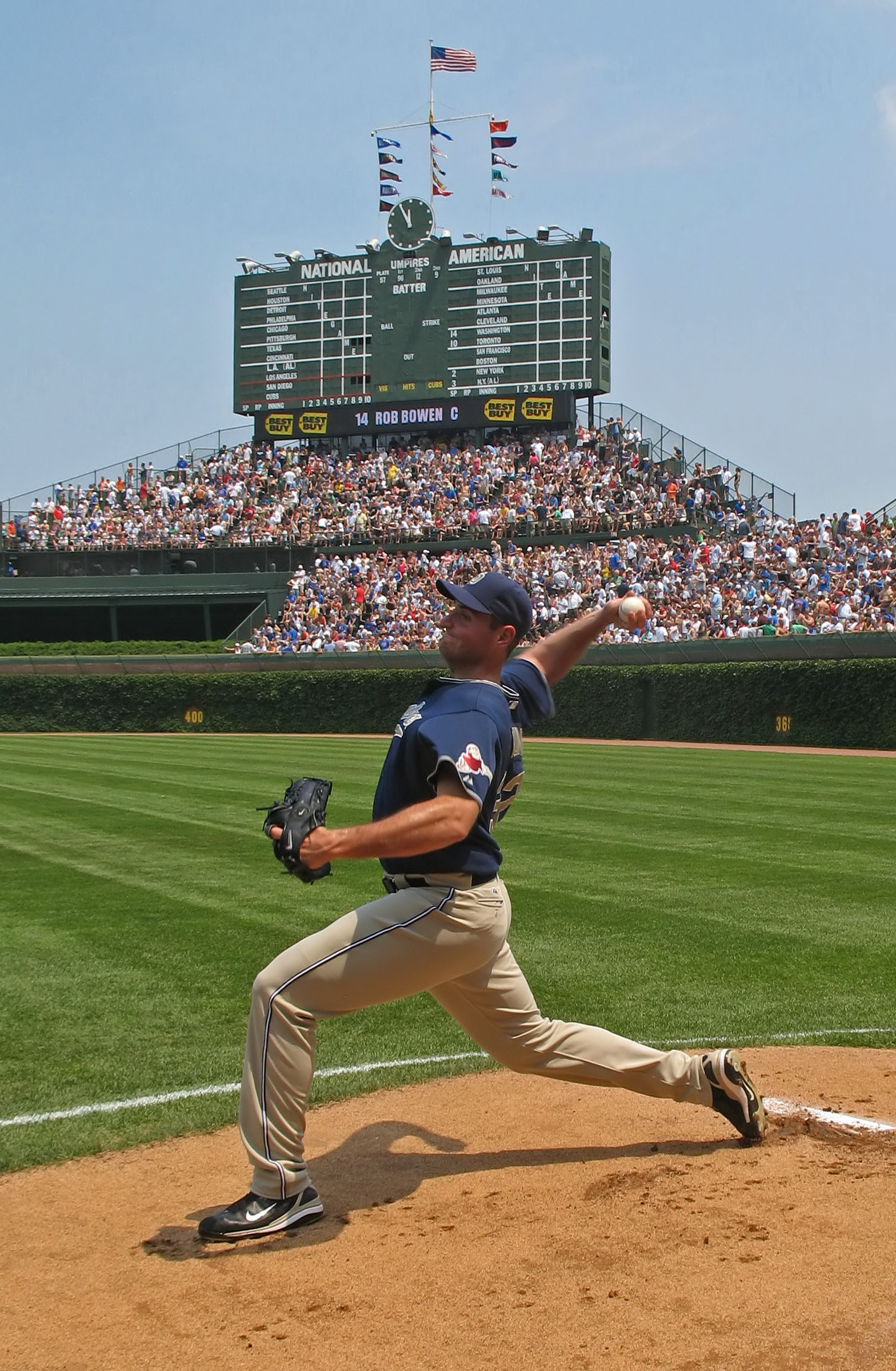
Trong thời gian khởi động ở bullpen trước trận đấu, Chris Young đã khởi động bằng một cú four-seam fastball.

Fastball là kiểu ném bóng phổ biến nhất của các cầu thủ giao bóng trong môn bóng chày và bóng mềm. Những "power pitcher", chẳng hạn như cựu cầu thủ người Mỹ Nolan Ryan và Roger Clemens, đã ném fastball với tốc độ 95–105 dặm Anh trên giờ (153–169 km/h) (chính thức) và lên tới 108,1 dặm Anh trên giờ (174,0 km/h) (không chính thức). Cầu thủ giao bóng ném chậm hơn có thể tạo ra quỹ đạo phức tạp hơn cho quả bóng.